# Великое (озеро, Рязанская область, восточнее села Криуша)
Великое — озеро в Рязанской области России. Расположено на юго-западе Клепиковского района. Площадь озера — 5,76 км², по другим данным — 6,6 км². Средняя глубина равна 1,2 метра, максимальная достигает 4 метров. На дне озера — слой сапропелей мощностью в несколько метров. Высота над уровнем моря — 115,6 метра.

## Физико-географическая характеристика
Озеро находится в 5 км восточнее села Криуша. Окружено болотами и берёзовым лесом. К северу от озера расположены торфяные поля Мещерского торфопредприятия.
Озеро имеет термокарстовое происхождение, состоит из нескольких котловин. Берега озера низкие, заболоченные.
Решением Рязанского облисполкома «О признании водных объектов памятниками природы» от 30 декабря 1974 г. № 366 озеро признано памятником природы регионального значения. Вокруг озера обитает несколько видов редких бабочек — торфяниковая желтушка, сенница геро и чернушка лигея.

## Использование
До 1960-1965 годов сплавина на озере служила местом сбора клюквы для жителей близлежащих деревень. Впоследствии, после начала добычи торфа к северу от озера, уровень воды в нём упал на 60 см. Это привело к деградации местообитаний клюквы и к учащению пожаров.